# Emil Reisch
Emil Reisch (* 28. September 1863 in Wien, Kaisertum Österreich; † 13. Dezember 1933 ebenda) war ein österreichischer Klassischer Archäologe.

## Leben
Nach dem Schulbesuch in Wien, Ödenburg und Innsbruck, wo er 1881 die Matura ablegte, begann Reisch noch im selben Jahr an der Universität Wien ein Studium der Klassischen Philologie und Archäologie. Zu seinen akademischen Lehrern gehörten Karl Schenkl und Otto Benndorf. 1885 wurde Reisch mit der Dissertation De musicis Graecorum certaminibus capita quattuor promoviert und bestand im selben Jahr die Lehramtsprüfung. Nach einem Jahr als Stipendiat am archäologisch-epigraphischen Seminar der Universität Wien unternahm er von 1886 bis 1887 als Stipendiat eine Reise durch Griechenland, 1888 durch Italien. Nach seiner Rückkehr habilitierte er sich 1889 sowohl für die Philologie als auch für die Archäologie und wurde 1890 als außerordentlicher Professor auf den neu eingerichteten Lehrstuhl für Klassische Archäologie an der Universität Innsbruck berufen. 1894 erfolgte seine Ernennung zum ordentlichen Professor.
Als der Wiener Archäologe Otto Benndorf 1898 die Direktion des neu gegründeten Österreichischen Archäologischen Instituts (ÖAI) übernahm und seinen Lehrstuhl niederlegte, wurde sein Schüler Emil Reisch zu seiner Nachfolge berufen. Reisch nahm an und ging als ordentlicher Professor der Klassischen Archäologie nach Wien, wo er bis an sein Lebensende blieb. In den folgenden Jahrzehnten trat er auch außerhalb der Universität in Benndorfs Fußstapfen: Nach dem Tode seines Lehrers (1907) wurde er Vizedirektor, 1910 Direktor des Österreichischen Archäologischen Instituts, zu dessen wirklichen Mitglied er bereits 1899 gewählt worden war. Unter seiner Leitung begannen die Grabungen in Elis (1910) und Aigeira (1914); die Grabungen in Ephesos wurden wieder aufgenommen (1911). Nach der Niederlage Österreich-Ungarns im Ersten Weltkrieg gelang Reisch die Neuorganisation des ÖAI und die Wiederaufnahme der Grabungen an vielen Orten.
Reischs rege Forschungstätigkeit wurde 1904 mit der Wahl zum korrespondierenden, 1907 zum wirklichen Mitglied der Österreichischen Akademie der Wissenschaften belohnt. Er war Mitglied in zahlreichen staatlichen Kommissionen, erhielt 1908 den Orden der Eisernen Krone III. Klasse, wurde 1910 zum Hofrat ernannt und 1916 mit dem Komturkreuz des Franz-Joseph-Ordens ausgezeichnet. Er war auch Mitglied des Deutschen Archäologischen Instituts: seit 1888 korrespondierendes, seit 1894 ordentliches.
Neben seiner Tätigkeit für das ÖAI war Reisch im akademischen Jahr 1910/1911 Dekan der Philosophischen Fakultät und 1916/1917 Rektor der Universität. 1933 wurde er emeritiert und starb kurz darauf. Er wurde am Neustifter Friedhof bestattet. Sein Nachfolger auf dem Lehrstuhl wurde Camillo Praschniker.